# Matthias Kohring
Matthias Kohring (* 1965 in Dortmund) ist ein deutscher Medien- und Kommunikationswissenschaftler und Professor an der Universität Mannheim mit den Schwerpunkten Journalismusforschung, Wissenschaftsjournalismus, Mediale Öffentlichkeit und Vertrauen in Medien.

## Leben und Ausbildung
Nach einem Studium der Publizistik- und Kommunikationswissenschaft, Politikwissenschaft und Germanistik an der Westfälischen Wilhelms-Universität in Münster promovierte Kohring dort über die „Funktion des Wissenschaftsjournalismus“.
Von 1996 bis 1998 war er Wissenschaftlicher Mitarbeiter im Studiengang Angewandte Medienwissenschaft der TU Ilmenau. Seit 1998 war er als Wissenschaftlicher Assistent im Bereich Medienwissenschaft an der Friedrich-Schiller-Universität Jena tätig. Dort erreichte er 2004 seine Habilitation mit einer Arbeit über "Vertrauen in Journalismus" und wurde zum Oberassistenten ernannt. Er leitete bereits mehrere DFG- und EU-Forschungsprojekte zur Risikokommunikation und zu Vertrauen in Medien. Im Sommersemester 2005 und im Wintersemester 2005/2006 vertrat er eine Professur für Kommunikationswissenschaft an der Universität Münster. Seit dem Wintersemester 2006/2007 übernahm er eine Professur für Kommunikationswissenschaft mit dem Schwerpunkt Mediensoziologie und Medienpsychologie.
Seit 2010 ist er Professor für Medien- und Kommunikationswissenschaftler an der Universität Mannheim und zurzeit Dekan der Philosophischen Fakultät.
Matthias Kohring ist verheiratet und hat drei Kinder.

## Publikationen (Auswahl)
- Matthias Kohring: Vertrauen in Journalismus. Theorie und Empirie. Universitätsverlag, Konstanz 2004, ISBN 3-89669-442-1.
- Wissenschaftsjournalismus: Forschungsüberblick und Theorieentwurf. Universitätsverlag, Konstanz 2005, ISBN 3-89669-482-0.